# Henri Bon
Henri Bon (parfois orthographié Henry Bon) est un acteur français, né le 8 mars 1932 à Marseille et mort le 24 juin 2015 dans la même ville.

## Biographie
Henri Bon est surtout connu pour avoir endossé le rôle du facteur Émile dans L'Île aux enfants de 1974 à 1982.
Natif de Marseille, il y décède dans le 4e arrondissement en 2015 à l'âge de 83 ans.
Il a également joué dans la cuisine au Beurre et dans l'Etrange monsieur duvallier (https://www.notrecinema.com/communaute/stars/stars.php3?staridx=237235).
Il est mort la nuit de mardi à mercredi d'après sa page Facebook (https://www.francebleu.fr/loisirs/evenements/video-henri-bon-le-facteur-de-l-ile-aux-enfants-est-mort-1435154359) et (https://france3-regions.francetvinfo.fr/provence-alpes-cote-d-azur/bouches-du-rhone/metropole-aix-marseille/marseille/marseillais-henri-bon-qui-jouait-facteur-casimir-est-mort-756155.html).
Les raisons de son décès n'ont pas été révélées à ce jour et il est enterré depuis au cimetière Saint-Pierre de Marseille (https://www.avis-de-deces.com/deces-celebrites/2053/Henri-Bon) (voir lien en bas de page pour en savoir plus).

## Filmographie

### Cinéma
- 1963 : La Cuisine au beurre
- 1957 : Le Chômeur de Clochemerle

### Télévision
- 1974-1982 : L'Île aux enfants (série télévisée) - Le facteur Émile Campagne
- 1979 : L'Étrange Monsieur Duvallier (série télévisée)
- 1978 : Madame le juge (série télévisée) - L'agent de police
- 1974 : Le Fol Amour de Monsieur de Mirabeau (série télévisée) - Le majordome
- 1973 : La hotte - Le fêtard
- 1973 : Heureux Félix - Employé 3
- 1972 : Les Boussardel (série télévisée) - Le directeur de l'hôtel
- 1969 : S.O.S. fréquence 17 (série télévisée)[4]

## Chanson
- La chanson du facteur